# Chris Jackson
Chris Jackson (Napier, 18 luglio 1970) è un ex calciatore neozelandese, di ruolo centrocampista.